# Șoim cu coadă lungă
Șoimul cu coadă lungă (Urotriorchis macrourus) este o pasăre de pradă africană din familia Accipitridae. Este singurul membru al genului Urotriorchis.

## Etimologie
Numele generic Urotriorchis a fost inventat de ornitologul englez Richard Bowdler Sharpe în 1874 și combină uro-, de la grecescul „coadă”, și triorchis, un tip de șoim despre care se crede că are trei testicule. Macro- provine din greacă și înseamnă „lung”, astfel încât macrourus  înseamnă „cu coadă lungă”.

## Distribuție și habitat
Șoimul cu coadă lungă se întâlnește în pădurile tropicale din vestul și centrul Africii, din Guineea în vest, de-a lungul coastei Golfului Guineei spre sud până în nordul Angolei, spre est până în sudul Republicii Centrafricane, nordul Republicii Democratice Congo, Sudanul de Sud și vestul Ugandei.